# Scooby Doo: Upiór w operze
Scooby Doo: Upiór w operze (ang. Scooby-Doo!Stage Fright ) – 25. film animowany i 20. pełnometrażowy film z serii Scooby Doo z roku 2013. Następca filmu Scooby Doo: Maska Błękitnego Sokoła. W tej historii Fred i Daphne występują w Talent Show podczas gdy pojawia się upiór który tu straszył za czasów  pierwszej opery.

## Wersja polska
Dystrybucja na terenie Polski: Galapagos Films
Wersja polska: M.R. Sound Studio
Reżyseria: Dobrosława Bałazy
Dialogi: Wojciech Szymański
Dźwięk i montaż: Krzysztof Podolski
Kierownictwo produkcji: Marzena Wiśniewska
Wystąpili:
- Ryszard Olesiński – Scooby Doo
- Jacek Bończyk – Kudłaty
- Agata Gawrońska – Velma
- Beata Jankowska-Tzimas – Daphne
- Jacek Kopczyński – Fred
- Mikołaj Klimek
- Andrzej Chudy
- Wojciech Machnicki
- Elżbieta Jędrzejewska
- Anna Wiśniewska
- Janusz Kruciński
- Mirosław Wieprzewski
- Tomasz Marzecki
- Maciej Falana
- Janusz Wituch

Lektor: Tomasz Marzecki